# サンキューミュージック
『サンキューミュージック』（T.H.A.N.K.Y.O.U MUSIC）は、堂島孝平 (DJKH × GGKR名義)の7枚目のオリジナルアルバム。2001年5月19日に日本コロムビアより発売された。

## 概要
前作『スカイドライバー -Dojima Kohei's First Anthology-』から5か月ぶりに発売された。

## 収録曲
（全曲、作詞・作曲：堂島孝平）
1. 高速の男 - MAN ON THE HIGHWAY
2. ルーザー (NEW MIX) - LOSER
15枚目のシングル。
3. 今日が酸性雨なら - ACID RAIN TODAY
4. 恋はふたりで - LOVE EACH OTHER
5. だんまり - KIND A SILENCE
6. ハートビート シンフォニー (NEW MIX) - HEARTBEAT SYMPHONY
15枚目のシングル「ルーザー」のカップリング曲。
7. CHOCO ME BABY - DANCING QUEEN
8. 空は水色 - SKY IS BLUE
9. TONE RIVER - TONE RIVER
10. 夜間飛行 (NEW MIX) - NIGHT FLIGHT
11. サンキューミュージック - T-H-A-N-K-Y-O-U MUSIC
12. マーブル サンデー - MARBLED SUNDAY